# Johannes van Haensbergen
Johannes (Jan) van Haensbergen, né en 1642 et mort en 1705, est un peintre du siècle d'or néerlandais.

## Biographie

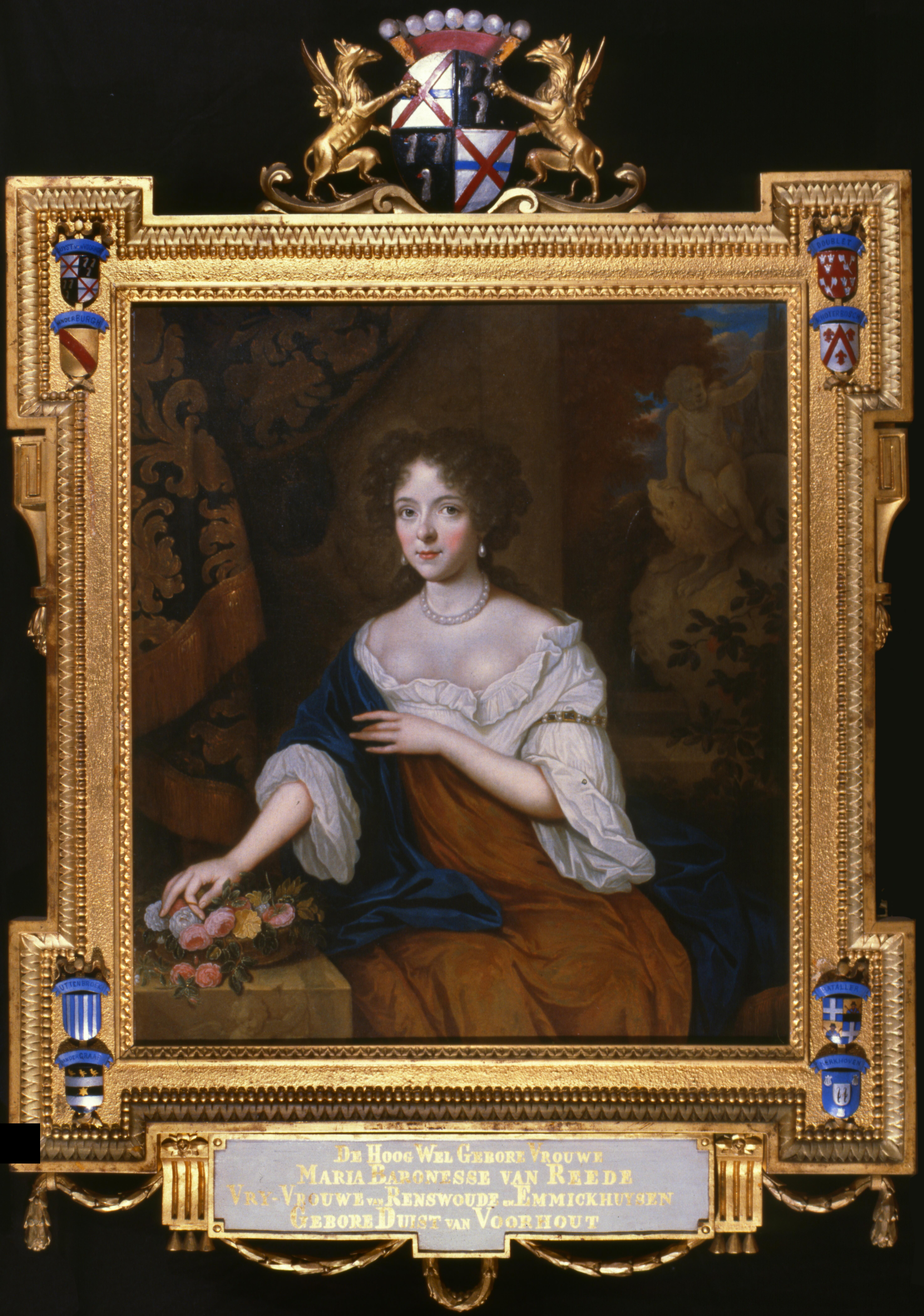
Portrait de Maria Duyst van Voorhout, fondatrice de la Fundatie van Renswoude, vers 1685-1690.

Johannes van Haensbergen naît le 2 janvier 1642.
Il est enregistré à Guilde de Saint Luc d'Utrecht en 1668 et en 1669 et est enregistré dans la Confrérie Pictura à La Haye, où il épouse Johanna van Heusden et travaille sur des portraits pour l'élite. Selon Houbraken il naît à Utrecht. Parce qu'il signe quelques tableaux Joh. Haensbergh Gorco fecit, cela conduit certains historiens de l'art à conclure qu'il était de Gorinchem et d'autres qu'il y a travaillé pendant un certain temps. Il est un élève de Cornelius van Poelenburgh, et bien qu'il ait réussi à imiter le style de peinture de paysage de son maître, il se tourne vers le portrait puisqu'il peut gagner sa vie en faisant « des portraits flatteurs de femmes en rendant leur peau plus blanche ».
Il devient marchand d'art, probablement aidé par sa nomination comme chef de la confrérie, où il donne aussi des leçons, bien que seul son fils Willem Johan van Haensbergen (1680-1755), né après son second mariage avec Sophia van der Snouck en 1679, soit inscrit comme son élève.
Selon Houbraken, Haensbergen devient un marchand d'art à La Haye avec un homme nommé De Jode, qui est Drost van 't Haagse Hof. Il a peut-être voulu dire le Baljuw Adriaan Rosa,un riche magistrat de La Haye dont le frère Johan a été consulté dans l'évaluation des tableaux pour les inventaires successoraux. Houbraken a mentionné ce même De Jode dans sa biographie du peintre paysagiste Jan Both,  un collaborateur de Poelenburgh que Haensbergen connaissait probablement personnellement. Houbraken a remarqué la beauté d'un grand tableau d'une hauteur de 6 pieds représentant Argus Panoptes et Mercure qu'il avait vu lui-même dans la collection de De Jode.
Ses paysages montrent l'influence de Poelenburgh et ses portraits montrent l'influence de Caspar Netscher.
Johannes van Haensbergen meurt le 10 janvier 1705 à La Haye.